# Solubilisierung
Unter Solubilisierung, auch Solubilisation, versteht man die Erhöhung der Löslichkeit eines Stoffes in einem Lösungsmittel durch Hinzufügen eines dritten Stoffes. Hier unterscheidet man Lösungsvermittler, die die Lösungseigenschaften des Lösungsmittels durch homogene Mischung ändern, und Tenside, die die Löslichkeit durch Micellbildung erhöhen.
Für den Spezialfall Wasser als Lösungsmittel spricht man von Hydrotropie, die Lösungsvermittler werden dann auch Hydrotropika genannt.
In der Biochemie verwendet man sie unter anderem zum Löslichmachen von membrangebundenen Proteinen aus Organellen oder Biomembranen sowie zum Aufschließen und Reinigen von Einschlusskörperchen nach gentechnischer Expression in Wirtszellen.